# Fasettpalatset

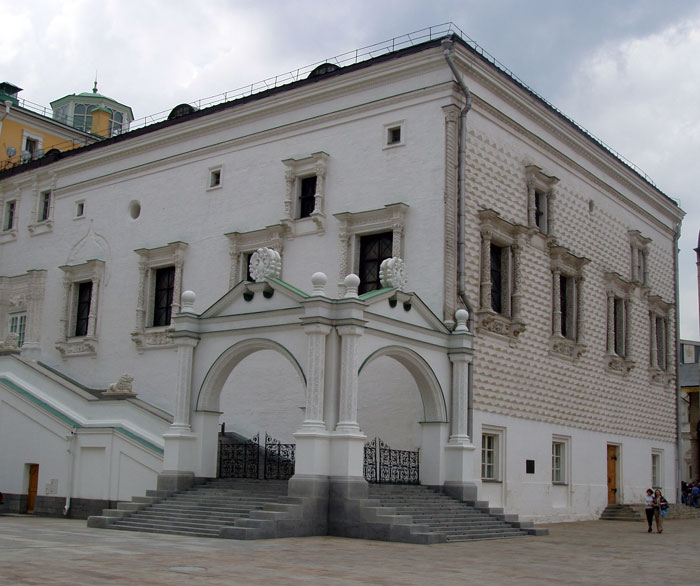
Fasettpalatset

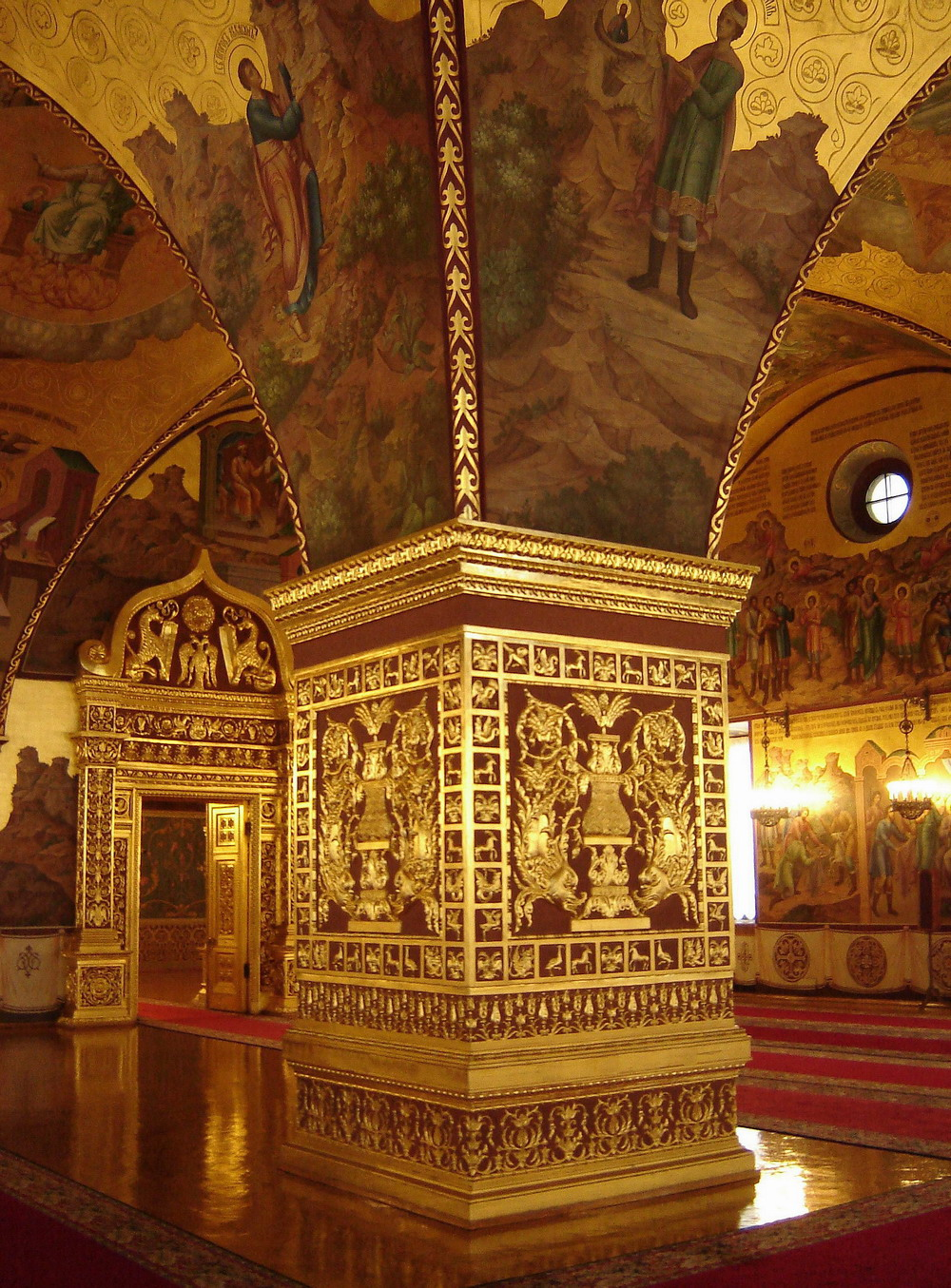
Fasettpalatset

Fasettpalatset är ett palats i Kreml i Moskva i Ryssland.
Det uppfördes av Marco Ruffo och Pietro Solario mellan 1487 och 1492 i italiensk renässansstil. Det är den äldsta bevarade byggnaden i Kreml. Byggnaden användes av tsarerna som deras representationsbyggnad och innehöll bland annat den berömda facett/bankettsalen. 